# Vantoux (Mosel·la)
Vantoux és un municipi francès situat al departament del Mosel·la i a la regió del Gran Est. L'any 2007 tenia 931 habitants.

## Demografia

### Població
El 2007 la població de fet de Vantoux era de 931 persones. Hi havia 316 famílies, de les quals 52 eren unipersonals (12 homes vivint sols i 40 dones vivint soles), 80 parelles sense fills, 152 parelles amb fills i 32 famílies monoparentals amb fills.
La població ha evolucionat segons el següent gràfic:
Habitants censats

### Habitatges
El 2007 hi havia 329 habitatges, 313 eren l'habitatge principal de la família, 2 eren segones residències i 14 estaven desocupats. 304 eren cases i 25 eren apartaments. Dels 313 habitatges principals, 285 estaven ocupats pels seus propietaris i 28 estaven llogats i ocupats pels llogaters; 8 tenien dues cambres, 13 en tenien tres, 58 en tenien quatre i 234 en tenien cinc o més. 273 habitatges disposaven pel capbaix d'una plaça de pàrquing. A 99 habitatges hi havia un automòbil i a 190 n'hi havia dos o més.

### Piràmide de població
La piràmide de població per edats i sexe el 2009 era:
| Homes | Edats   | Dones |
| ----- | ------- | ----- |
| 0     | 95 o +  | 0     |
| 0     | 90 a 94 | 0     |
| 0     | 85 a 89 | 4     |
| 0     | 80 a 84 | 0     |
| 12    | 75 a 79 | 8     |
| 12    | 70 a 74 | 12    |
| 28    | 65 a 69 | 20    |
| 16    | 60 a 64 | 24    |
| 12    | 55 a 59 | 20    |
| 40    | 50 a 54 | 28    |
| 44    | 45 a 49 | 44    |
| 52    | 40 a 44 | 36    |
| 4     | 35 a 39 | 36    |
| 32    | 30 a 34 | 16    |
| 24    | 25 a 29 | 12    |
| 12    | 20 a 24 | 16    |
| 40    | 15 a 19 | 36    |
| 32    | 10 a 14 | 48    |
| 40    | 5 a 9   | 20    |
| 8     | 0 a 4   | 20    |

## Economia
El 2007 la població en edat de treballar era de 603 persones, 438 eren actives i 165 eren inactives. De les 438 persones actives 412 estaven ocupades (227 homes i 185 dones) i 26 estaven aturades (13 homes i 13 dones). De les 165 persones inactives 41 estaven jubilades, 86 estaven estudiant i 38 estaven classificades com a «altres inactius».

### Ingressos
El 2009 a Vantoux hi havia 312 unitats fiscals que integraven 901 persones, la mediana anual d'ingressos fiscals per persona era de 24.052 €.

### Activitats econòmiques
Dels 20 establiments que hi havia el 2007, 1 era d'una empresa alimentària, 4 d'empreses de construcció, 5 d'empreses de comerç i reparació d'automòbils, 3 d'empreses d'hostatgeria i restauració, 1 d'una empresa immobiliària, 3 d'empreses de serveis, 2 d'entitats de l'administració pública i 1 d'una empresa classificada com a «altres activitats de serveis».
Dels 6 establiments de servei als particulars que hi havia el 2009, 1 era un taller de reparació d'automòbils i de material agrícola, 2 guixaires pintors, 1 fusteria, 1 lampisteria i 1 restaurant.
L'únic establiment comercial que hi havia el 2009 era una fleca.
L'any 2000 a Vantoux hi havia 3 explotacions agrícoles.

## Equipaments sanitaris i escolars
El 2009 hi havia una escola elemental integrada dins d'un grup escolar amb les comunes properes formant una escola dispersa.

## Poblacions més properes
El següent diagrama mostra les poblacions més properes.